# Croix de Treuliec
La Croix de Ténuel  est située  au lieu-dit « Treuliec », à  Bignan dans le Morbihan.

## Historique
La croix fait l’objet d’une inscription au titre des monuments historiques depuis le 5 avril 1935.

## Architecture
Croix du XVIIe siècle réédifiée en 1897. Croix de type médaillon à quatre feuilles représentant la crucifixion au recto et une Pietà au verso.Le soubassement est sculpté.